# Порри
Порри (фр. Porri, корс. Porri) — коммуна во Франции, находится в регионе Корсика. Департамент коммуны — Верхняя Корсика. Входит в состав кантона Казинка-Фумальто. Округ коммуны — Бастия.
Код INSEE коммуны — 2B245.

## Население
Население коммуны на 2008 год составляло 57 человек.
| 1962 | 1968 | 1975 | 1982 | 1990 | 1999 | 2008 |
| ---- | ---- | ---- | ---- | ---- | ---- | ---- |
| 39   | 84   | 74   | 36   | 34   | 47   | 57   |

## Экономика
В 2007 году среди 28 человек в трудоспособном возрасте (15—64 лет) 23 были экономически активными, 5 — неактивными (показатель активности — 82,1 %, в 1999 году было 55,0 %). Из 23 активных работали 18 человек (11 мужчин и 7 женщин), безработных было 5 (3 мужчины и 2 женщины). Среди 5 неактивных 1 человек был учеником или студентом, 2 — пенсионерами, 2 были неактивными по другим причинам.